# Varrel
Varrel ist eine Gemeinde im Landkreis Diepholz in Niedersachsen.

## Geografische Lage
In der Gemeinde leben 1700 Menschen auf einer Fläche von 4383 ha. Zu Varrel gehören auch die Dörfer Brümmerloh, Dörrieloh, Hustedt, Renzel und Schäkeln. Die Gemeinde Varrel ist Mitgliedsgemeinde der Samtgemeinde Kirchdorf, die ihren Verwaltungssitz im Ort Kirchdorf bei Sulingen hat.

## Geschichte
Der Name Varrel soll aus dem plattdeutschen Begriff fort für Durchfahrt entstanden sein.
Varrel wurde erstmals 1232 urkundlich erwähnt. Das Küsterhaus von 1832 diente bis 1982 auch als Schule und seit 1991 kulturellen Zwecken. Ein Großbrand vernichtete 1869 die alte Varreler Kirche sowie 35 umliegende Gebäude und wichtige Dokumente. Die Marienkirche stammt von 1871. Bis etwa 1880 befand sich in Varrel ein Nebenzollamt, später ein Hauptzollamt.
Nach dem Zweiten Weltkrieg fanden Vertriebene aus Ostpreußen und Schlesien sowie deutschstämmige Familien aus Bessarabien hier eine Heimat.

## Eingemeindungen
Am 1. März 1974 wurde die Gemeinde Dörrieloh eingegliedert.

## Politik

### Gemeinderat
Der Gemeinderat aus Varrel setzt sich aus elf Ratsfrauen und Ratsherren zusammen.
- UWG: elf Sitze

(Stand: Kommunalwahl am 11. September 2021)

### Bürgermeister
Seit 2011 war Heinrich Hustedt ehrenamtlicher Bürgermeister der Gemeinde Varrel. Am 5. November 2021 wurde Wilfried Wöltje zum neuen Bürgermeister gewählt. Gemeindedirektor war von 1974 bis 2004 Armin Tiemann.
Bisherige Amtsinhaber:
- 1974–1991: Fritz Speckmann
- 1991–2011: Ortwin Stieglitz
- 2011–2021: Heinrich Hustedt
- seit 2021: Wilfried Wöltje

### Wappen
Blasonierung: Das Wappen der Gemeinde Varrel zeigt über einem roten gewellten Schildfuß gespalten von Blau und Gold, vorne ein goldenes anstoßendes Kreuz und hinten einen blauen stilisierten Baum; im Schildfuß eine goldene Pflugschar.

## Bauwerke

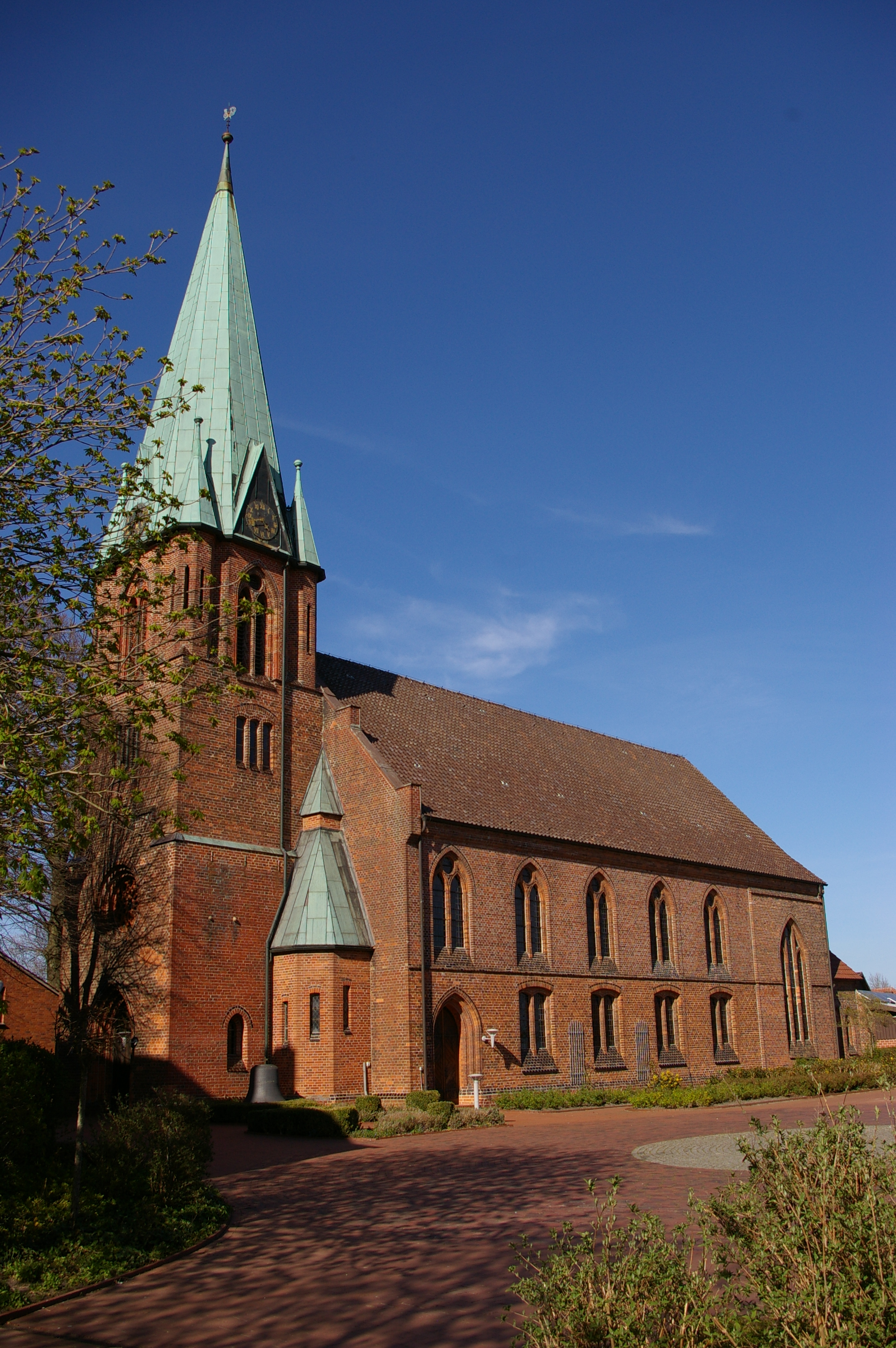
St. Marienkirche

In der Liste der Baudenkmale in Varrel  sind fünf Baudenkmale aufgeführt, darunter:
- Die St. Marienkirche ist ein neugotischer Backsteinbau. Sie wurde 1870/71 nach Plänen von Conrad Wilhelm Hase errichtet. Dabei wurden die Außenmauern eines 1869 abgebrannten Vorgängerbaues verwendet. Der kelchförmige achteckige Taufstein stammt aus dem 15. Jahrhundert, die sonstige Innenausstattung (Kanzel, Orgel, Gestühl) aus der Zeit des Neubaus der Kirche.[7]
- Das Küsterhaus befindet sich im Ensemble mit der Kirche im Ortskern und wird seit 1991 für kulturelle Veranstaltungen genutzt. Es war ursprünglich das alte Schul- und Küsterhaus, das bis 1833 erbaut wurde. In den Räumlichkeiten befand sich bis 1982 die Grundschule Varrel. Auf Initiative des Vereins Kultur im Küsterhaus wurde das Gebäude  1989 von Grund auf saniert.[8]

## Infrastruktur
- Oberschule
- Bankinstitut
- Der Bahnhof Varrel (Han) lag an der Bahnstrecke Bünde–Bassum, die in diesem Bereich inzwischen stillgelegt ist.